# Pallasselkä
Pallasselkä är en kulle i Finland.   Den ligger i den ekonomiska regionen  Fjäll-Lappland  och landskapet Lappland, i den norra delen av landet, 900 km norr om huvudstaden Helsingfors. Toppen på Pallasselkä är 323 meter över havet.
Terrängen runt Pallasselkä är platt åt nordost, men åt sydväst är den kuperad. Trakten runt Pallasselkä är nära nog obefolkad, med mindre än två invånare per kvadratkilometer.